# Agnelle Bundervoët

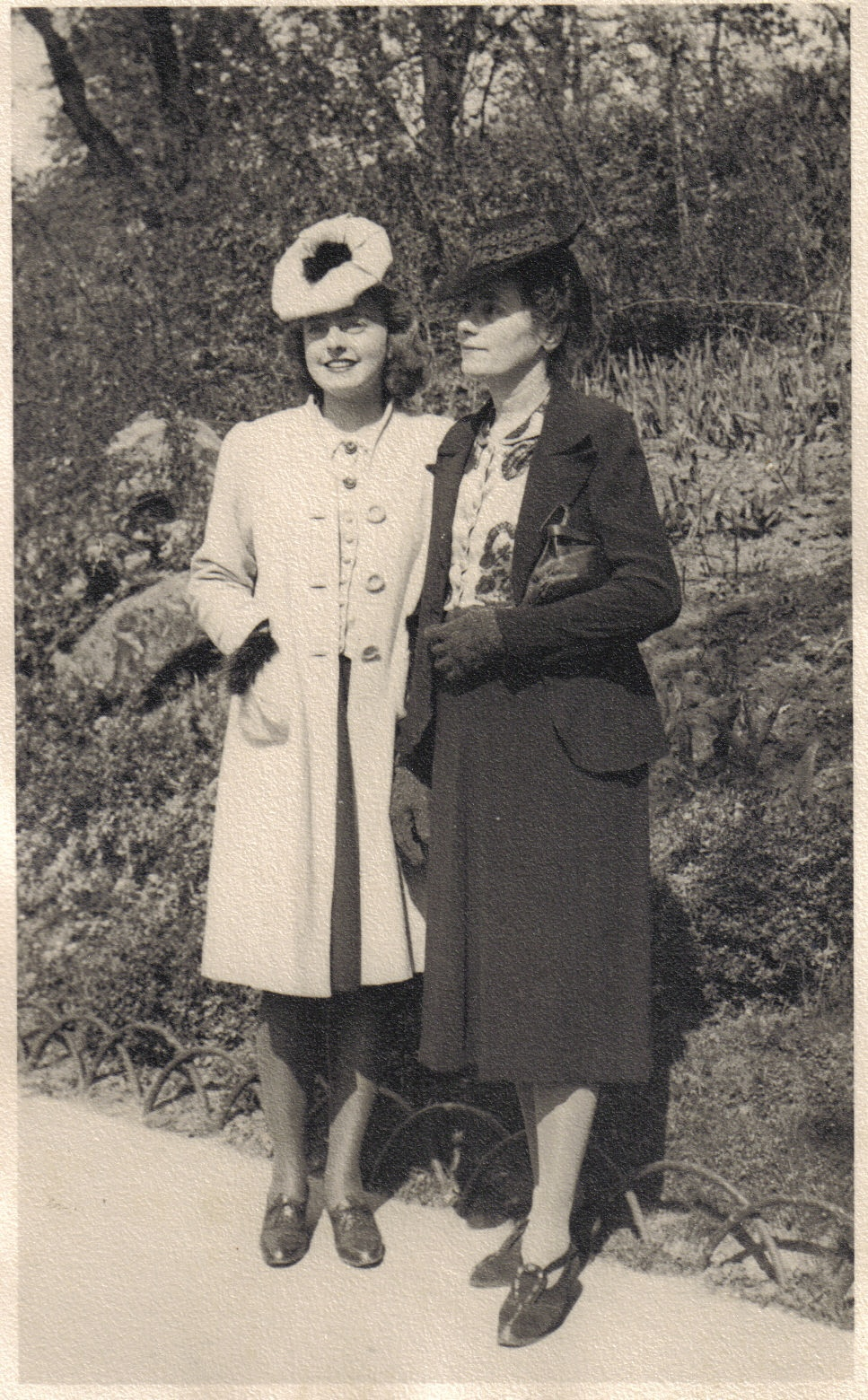
Agnelle Bundervoët und ihre Mutter (1945)

Agnelle Bundervoët (* 12. Oktober 1922 in Ambert, Puy de Dôme; † 14. Februar 2015 in Vaucresson) war eine französische Pianistin.

## Leben
Bundervoët bekam ab dem vierten Lebensjahr Klavierunterricht von ihrer Mutter. Ab 1929 besuchte sie das Conservatoire National de Marseilles. 1932 stellte ihre Mutter sie dem Pianisten und Musikpädagogen Lazare Lévy vor, der sie sofort an das Conservatoire de Paris aufnahm, wo sie ab 1936 seine Klavierklasse besuchte.
Nachdem Lévy 1940 vom Vichy-Regime aus dem Conservatoire entlassen worden war, setzte sie ihre Ausbildung bei dessen Assistentin Elisa Louise Gabrielle Giraud-Latarse fort und gewann 1942 den ersten Preis im Fach Klavier. Auf ihren Wunsch widmete ihr Lévy seine Thèmes et Variations für Klavier, die sie gemeinsam mit Werken von Jacques de la Presle und Marc Pincherle uraufführte. Die Aufführung wurde von der Musikkritik lobend besprochen, allerdings unter Auslassung des Werkes des jüdischen Komponisten Lévy.
Nach dem Krieg setzte Bundervoët ihre Ausbildung am Conservatoire u. a. bei Jacques de la Presle (Harmonielehre) und Maurice Hewitt (Kammermusik) fort. Daneben nahm sie privaten Orgelunterricht bei Marcel Dupré und Gesangsunterricht.
1954 wählte sie der Musikwissenschaftler Alexis Roland-Manuel aus, die Uraufführung von Elsa Barraines Klavierkonzert zu spielen. Das Konzert unter Leitung des Dirigenten Roger Désormière begründete ihren Ruf als kompetente Interpretin zeitgenössischer Klavierliteratur. In der Folge widmete ihr Pierre Capdevielle sein hochkompliziertes serielles Konzert Del Dispetto. Ebenso wurde sie Widmungsträgerin von Thomas Stubbs’ Klavierkonzert.
Sie trat unter Dirigenten wie Paul Paray, Eugène Bigot, Pierre-Michel Le Conte und Charles Brück auf und nahm Anfang der 1950er Jahre u. a. Busonis Transkription von Bachs Choral „Wachet auf, ruft uns die Stimme“ und der Chaconne D-moll auf Platte auf.
Seit Mitte der 1950er Jahre wurde Bundervoët zunehmend von einer rheumatischen Krankheit beeinträchtigt und wandte sich verstärkt der Lehrtätigkeit am Conservatoire National de Versailles zu. Hier gehörten u. a. Nicolas Céloro, Laurence Disse, Christine Lagniel, Alain Boulfroy, Philippe Convent, Christine Généraux und Monique Martinelli-Glemein zu ihren Schülern. Daneben spielte sie Rundfunk- und Plattenaufnahmen ein. Allein zwischen 1958 und 1960 entstanden bei Decca drei Platten mit Werken von Johannes Brahms, Robert Schumann und Franz Liszt. Außerdem komponierte sie auch Klavierstücke und Kammermusik.
2016 veröffentlichte das Label Meloclassic eine CD mit französischen und Schweizer Rundfunkaufnahmen Bundervoëts aus den Jahren 1954/55 und 1976, auf denen sie mit dem Klavierkonzert von Aram Chatschaturjan, dem 2. Klavierkonzert von Camille Saint-Saëns und Prélude, Chorale et Fugue von César Franck zu hören ist.